# Поволзькі німці
Поволзькі німці (нім. Wolgadeutsche, вимова [ˈvɔlɡaˌdɔɪ̯t͡ʃə] ( прослухати); рос. поволжские немцы) — етнічні німці, які оселилися та історично жили вздовж річки Волги в регіоні південно-східної європейської частини Росії навколо Саратова та поблизу України, ближче на півдні, завербовані як іммігранти до Росії у 18 столітті. Їм було дозволено зберігати свою німецьку культуру, мову, традиції та церковну приналежність (лютерани, реформати, католики, морави та меноніти). У 19 і на початку 20 століття багато німців Поволжя емігрували до США, Канади, Бразилії та Аргентини. Після Жовтневого перевороту була створена АРСР Німців Поволжя. Під час Другої світової війни поволзькі німці були насильно виселені в Середню Азію та інші райони СРСР. Після розпаду Радянського Союзу в 1991 році багато німців Поволжя емігрували до Німеччини.

## Історія

### Запрошення до Російської Імперії

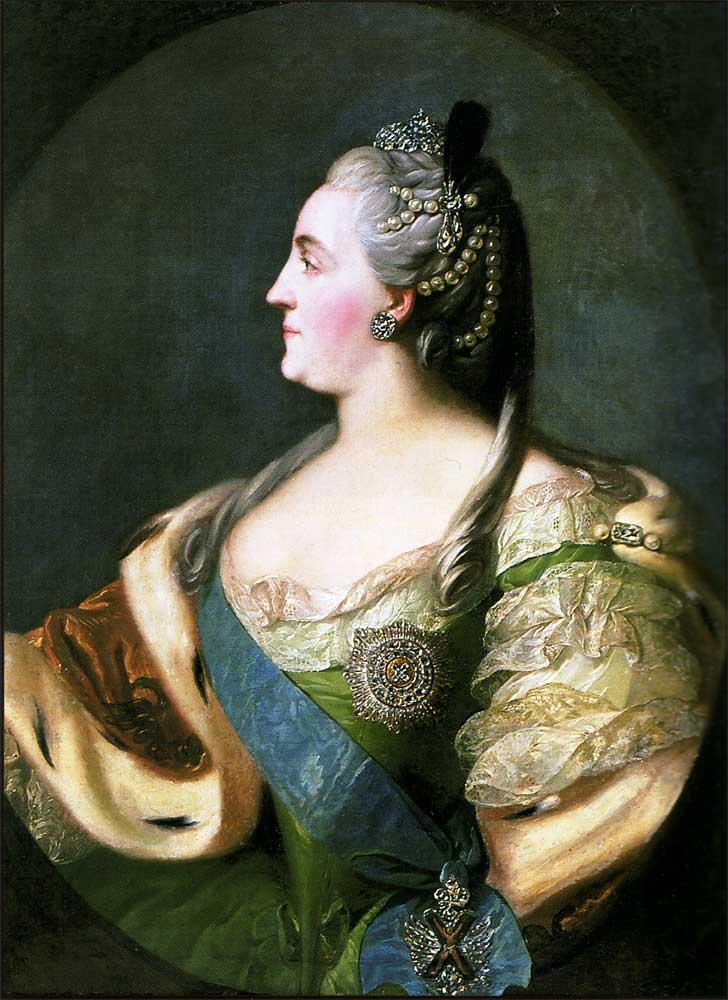
Катерина II.

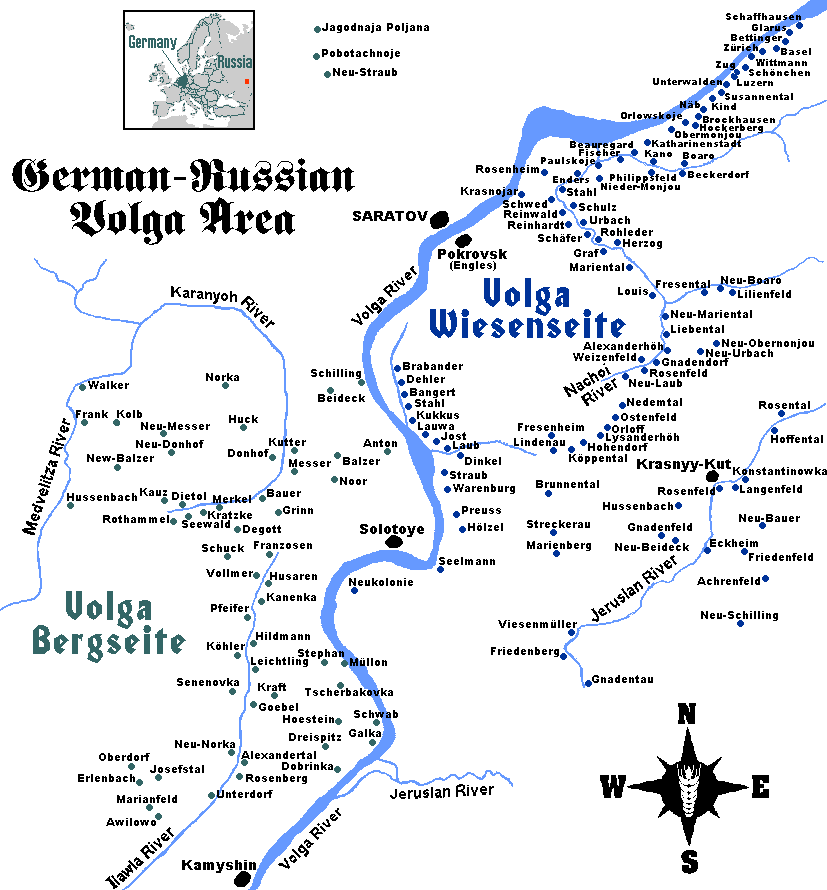
Поволзькі німецькі міста і селища.

У 1762 році Катерина II, етнічна німецька принцеса і уродженка Штеттіна із Померанії, скинула свого чоловіка Петра III, етнічного німецького принца, уродженця Кіля, і зайняла російський імператорський престол. Слідуючи прикладу Марії Терезії, імператриці Австрії та Угорщини, яка запрошувала німців оселитися на Дунаї на Балканах, Катерина II опублікувала маніфести в 1762 і 1763 роках, запрошуючи неєврейських європейців іммігрувати, стати російськими підданими та займатися обробітком місцевих земель, зберігаючи свою мову та культуру. Хоча перший маніфест щодо імміграції отримав мало відгуків, другий запропонував значні переваги та був більш успішним у залученні колоністів. Населення із Франції та Англії було більш схильне мігрувати до колоній на американському континенті. Інші країни, наприклад Австрія, забороняли еміграцію. Ті, хто іммігрував до Росії, за умовами маніфесту мали особливі права. Деякі із них, як-от звільнення від військової служби, були скасовані в другій половині 19 століття, коли уряд потребував більше новобранців для російської армії. Менонітські спільноти, які розмовляли платською мовою, були проти військової служби через свої пацифістські переконання, тому багато менонітів емігрували до Америки.

### 19 століття
Наприкінці 19 століття Росія почала проводити агресивну політику московізації щодо німців Поволжя. Незважаючи на те, що коли вони оселилися в Росії, їм була обіцяна певна відносна автономія, включно з звільненням від призову на військову службу, монархія з плином часу поступово урізала їх особливі права і поволзькі німці почали зазнавати значної втрати автономії. Врешті призов на військову службу було відновлено і це було особливо суперечило поглядам менонітів, які сповідують пацифізм. Упродовж XIX століття імперський уряд посилював тиск щодо культурної асиміляції. Багато німців з Росії вважали за необхідне емігрувати, щоб уникнути призову в армію і зберегти свою культуру. Це змусило їх організуватися та надіслати емісарів до деяких країн Америки, щоб оцінити потенційні місця поселення. Вибраними напрямками були Канада, США, Бразилія та Аргентина. Більшість поволзьких німців, які оселилися в Латинській Америці, були католиками. Багато німців Поволжя-католики обрали своєю новою батьківщиною Південну Америку, оскільки мали спільну релігію.

#### Північна Америка

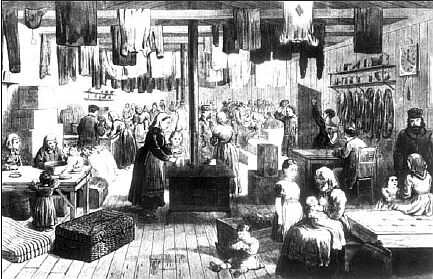
Тимчасове поселення німців Поволжя в центральному Канзасі, 1875 рік.

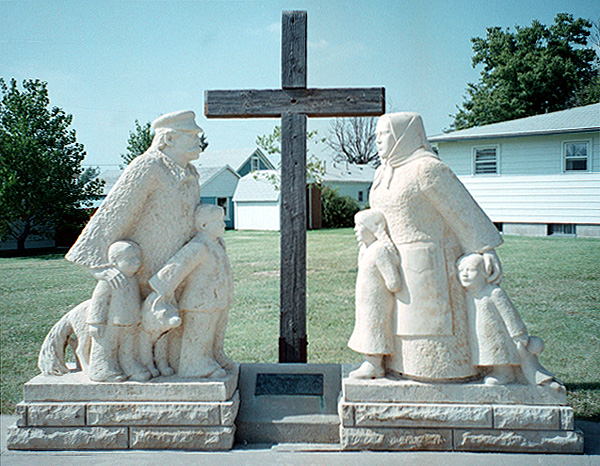
Пам'ятна статуя сім'ї німецьких піонерів Волги у Вікторії, Канзас, автор Піт Фелтен, 1976 рік

Поволзькі німці були найбільш традиційними німецькомовними прибулими до Північної Америки. У США до 1900 року багато людей осіли переважно в Північній Дакоті, Південній Дакоті, Канзасі та Небрасці. Південно-центральна частина Північної Дакоти була відома як «німецько-російський трикутник» (що включає нащадків чорноморських німців). Менша частина переїхала далі на захід, знайшовши таку роботу, як управляючі ранчо та ковбої. Вони також оселилися в Огайо, Айові, Мічигані, Міннесоті, Орегоні (особливо в Портленді), Вашингтоні, Вісконсині та окрузі Фресно в Центральній долині Каліфорнії. Їм часто вдавалося успішно працювати в посушливому землеробстві, яке вони практикували в Росії. Багато іммігрантів, які прибули між 1870 і 1912 роками, провели певний період, виконуючи сільськогосподарські роботи, особливо в північно-східному Колорадо та в Монтані вздовж нижньої течії річки Єллоустоун на полях цукрових буряків. Колонії підтримували зв'язок одна з одною через газети, особливо Der Staats Anzeiger, що базується в Північній Дакоті. Згідно з підрахунками автора Річарда Саллета, згідно з переписом 1920 року в Сполучених Штатах проживало 118 493 нащадків поволзьких німців у першому та другому поколінні. У Канаді найбільші групи оселилися переважно в районі Великих рівнин : Альберті, Манітобі та Саскачевані. У Саскачевані багато хто оселився в переважно німецькому поселенні колонії Св. Йосипа, включаючи місто Луселенд.

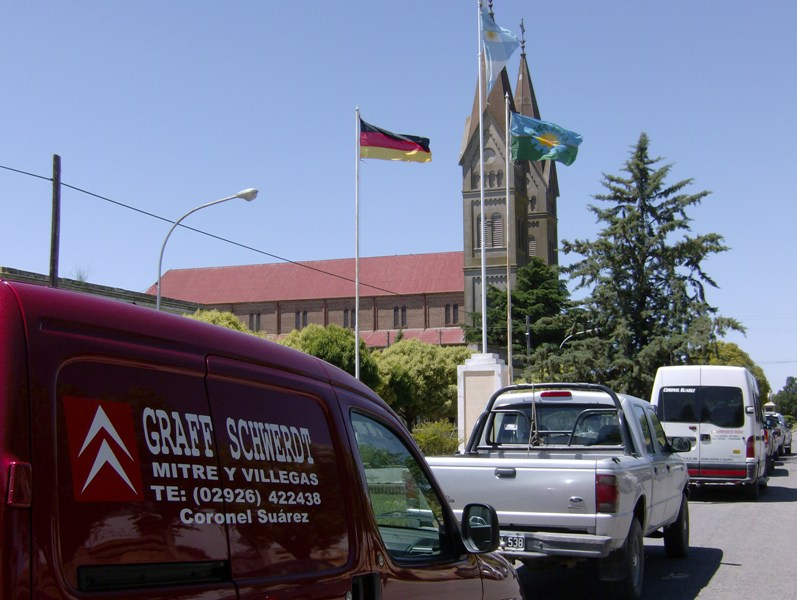
Прапори Аргентини, провінції Буенос-Айрес і Німеччини перед католицькою церквою Св. Йосипа в Сан-Хосе, Коронель Суарес Партідо, Аргентина (поволзька німецька колонія).

#### Південна Америка
Повользкі німці також оселилися в Аргентині (див. Німецькі аргентинці) і Бразилії (див. Німецькі бразильці). Крім того, багато поволзьких німців, які раніше оселилися в Бразилії, пізніше також переїхали в Аргентину, серед інших причин через труднощі посіву пшениці в Бразилії. В Аргентині поволзькі німці заснували багато колоній або сіл. Наприклад, навколо міста Коронель Суарес на півдні провінції Буенос-Айрес, навколо міста Креспо в провінції Ентре-Ріос, на сході провінції Ла-Пампа тощо. Щороку громада нащадків повользких німців проводить різні свята в країні, в якій вони зберігають свої традиції. Наприклад, Храмове свято (фестиваль на честь святого покровителя колонії), Kreppelfest, Strudelfest, Füllselfest, Schlachtfest (також поширений іспанською назвою Fiesta de la Carneada), Fiesta del Pirok (фестиваль Bierock) тощо. Сьогодні 8 % населення Аргентини або 3,5 мільйона аргентинців стверджують, що мають німецьке походження. З них понад 2,5 мільйона стверджують, що мають походження з поволзьких німців, що робить їх більшістю серед тих, хто має німецьке походження в країні, і становить 5,7 % від загального населення Аргентини. Нащадки поволзьких німців чисельно переважають нащадків німців із самої Німеччини, яких в Аргентині налічується мільйон (2,3 % населення).

### 20 століття

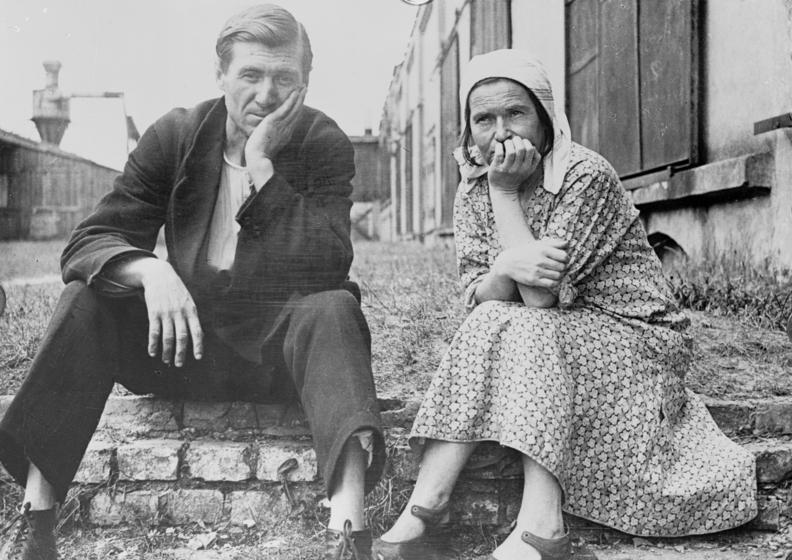
Етнічні німці з Поволжя в таборі для біженців у Шнайдемюлі, Німеччина, початок 1920-х років.

Після революції 1917 Автономна Радянська Соціалістична Республіка Німеччини Поволжя (нім. Autonome Sozialistische Sowjet-Republik der Wolga-Deutschen ; рос. АССР Немцев Поволжья) була заснована в 1924 році і проіснувала до 1941 року. Його столицею був Енгельс, відомий як Покровськ (Kosakenstadt німецькою) до 1931 року.

#### Радянська депортація
Депортація поволзьких німців була радянським примусовим переміщенням всього населення поволзьких німців з АРСР до таборів ГУЛАГу, розташованих у Сибіру, Казахстані та в арктичні місця. Радянська влада, враховуючи колабораціонізм судетських німців Чехословаччини з нацистською Німеччиною, вирішила як запобіжний захід депортувати поволзьких німців. Ці депортації, які також включали решту етнічних німців з Росії, застосовувалися протягом кількох років до Другої світової війни і стали особливо потужними 3 вересня 1941 року під час війни. З усіх етнічних німецьких спільнот у Радянському Союзі поволзькі німці являли собою найбільшу групу, вигнану зі своєї історичної батьківщини. Все їхнє майно було конфісковано, і вони були депортовані виключно через свою етнічну приналежність. Невдовзі після німецького вторгнення, 22 червня 1941 року, Сталін послав Берію та Молотова до АРСР Німеччини Поволжя, щоб визначити стратегію дій щодо її німецького населення, як спосіб здійснення колективної помсти цивільному населенню. Після повернення вони рекомендували депортувати все німецьке населення. Тому 12 серпня ЦК Комуністичної партії видав резолюцію, яка закликала до виселення всього етнічного німецького населення. З цими повноваженнями Берія 27 серпня видав наказ «Про заходи щодо проведення операції з переселення німців з Поволжської республіки, Саратовської та Сталінградської областей», яким призначив заступника начальника НКВС Івана Сєрова., щоб керувати цією операцією. Він також виділив війська НКВС і Червоної Армії для здійснення депортації. Починаючи з 3 вересня і закінчуючи 20 вересня 1941 року, німців передбачалося відправити в різні області (губернії) Сибіру, Казахстану та інші. 7 вересня 1941 року АРСР було офіційно скасовано, що чітко свідчить про те, що радянська влада вважала вигнання німців остаточним.

28 серпня 1941 року Президія Верховної Ради СРСР затвердила і опублікувала указ, який був єдиним офіційним указом, коли-небудь опублікованим Радянським Союзом, щодо депортації та заслання німецько-російської громади. Радянський режим заявив, що «евакуація» була превентивним заходом, щоб німецьке населення не вводилося в оману співпрацювати з німецькою армією, а не каральним заходом, але не було оприлюднено вирок виселення російських німців до примусових трудових таборів. Сталін нібито віддав такий «секретний» наказ НКВД, у підконтрольній Німеччині Латвії 20 вересня 1941 року:
"Після домашнього обшуку повідомте всім, кого планують вислати, що за рішенням уряду вони відправляються в інші регіони СРСР. Перевезти всю сім'ю в одній машині до вокзалу, а на вокзалі глави сімей повинні бути завантажені в окремий вагон, підготовлений спеціально для них, їх сім'ї вивозяться на спецпоселення у віддалені регіони Союзу, [члени сім'ї] не повинні знати про майбутню розлуку з головою сім'ї. "
Згідно наведений документу цілком можливо що саме війська НКВД, які керували депортацією, виконували вказівки.
Причиною розділення чоловіків окремо є те, що всі вони були призначені до відправки у примусові трудові табори «Трударміє» (трудова армія НКВД). Депортовані та поневолені німці придумали цю фразу, тоді як у радянських документах говорилося лише про «трудову повинність» чи «трудовий розпорядок». Чоловіки віком від 15 до 55 років, а пізніше жінки віком від 16 до 45 років були змушені працювати в лісах і шахтах Сибіру та Середньої Азії в умовах, схожих до трудових таборів ГУЛАГу, а інші німців безпосередньо депортували до трудових таборів ГУЛАГу.
Вигнання поволзьких німців завершилося за графіком наприкінці вересня 1941 року. За даними Радянського Союзу, загальна кількість відправлених у примусове заслання поволзьких та інших німців із Росії становила близько 950 000 осіб. Однак реальна кількість жертв набагато більша. Щоб здійснити перші переміщення поволзьких німців, знадобилася 151 колона потягів, вражаюча цифра, якщо взяти до уваги, що Радянський Союз був активно задіяний у боротьбі з наступаючою німецькою армією, і весь залізничний склад був потрібний для доставки солдатів на фронт. У цій операції брали участь близько 1550 агентів НКВД і 3250 поліцейських за підтримки 12150 бійців Червоної Армії.
У 1941 році, після нацистського вторгнення, НКВД (через наказ № 35105) заборонив етнічним німцям служити в радянській армії. Вони відправили десятки тисяч цих солдатів до Трудармії.
У 1942 році майже все працездатне німецьке населення було призвано до трудових колон НКВД або відправлено в табори ГУЛАГу. За словами антикомуністичного Стенфордського історика Роберта Конквеста, під час першого етапу близько однієї третини (за оцінками 1,5 мільйона) не вижили в таборах. Умови, які режим нав'язував етнічним німцям, залишалися нелюдськими. Депортацію та подальшу смерть етнічних меншин під час правління Сталіна визначили, як етнічні чистки. Деякі історики називають ці акти геноцидом, хоча точаться дискусії, чи було знищення неросіян навмисним чи ні. Етнічно німецькі меншини не викликали співчуття щодо їх масових депортацій через свою німецьку етнічну приналежність і припущення про зв'язок із нацистським режимом. Серед соціологів та істориків точаться дискусії щодо того, чи є етнічна чистка геноцидом.

### В останні роки
Поволзькі німці так і не повернулися в Поволжя в колишній чисельності. Десятиліттями їм було заборонено оселятися в цьому регіоні. Після Другої світової війни багато вцілілих залишилося в Уральських горах, Сибіру, Казахстані (1,4 % сьогоднішнього казахського населення визнано німцями — близько 200 тисяч), Киргизстані та Узбекистані (близько 16 000 або 0,064 %). Десятиліття після війни дехто говорив про переселення туди, де раніше була Німецька Автономна Республіка, але вся їхня власність була окупована російськими комуністами, і вони зустрічали активний спротив з боку нового населення і не вистояли.
У червні 1979 року виникла пропозиція, що передбачала створення нової Німецької автономної республіки в складі Казахстану зі столицею в Єрейментау. Пропозиція була спрямована на вирішення умов життя переміщених німців Поволжя. На той час у Казахстані проживало близько 936 000 етнічних німців, які були третьою за чисельністю етнічною групою республіки. 16 червня 1979 року демонстранти в Целінограді (Астана) протестували проти цієї пропозиції. Побоюючись негативної реакції серед більшості казахів і закликів до автономії серед місцевих уйгурів, правляча Комуністична партія скасувала пропозицію щодо автономії етнічних німців у складі Казахстану.
З кінця 1980-х і розпаду Радянського Союзу деякі етнічні німці в невеликих кількостях повернулися до Енгельса, але більшість емігрувала назавжди до Німеччини. Вони скористалися перевагами німецького закону про повернення, політики, яка надає громадянство всім тим, хто може довести, що є біженцем чи вигнанцем німецького етнічного походження, або як подружжя чи нащадок такої особи.
Після розпаду Радянського Союзу в 1991 році та здобуття незалежності країнами Балтії деякі російські етнічні німці почали повертатися на територію Калінінградської області (колишня частина Східної Пруссії), особливо поволзькі німці з інших частин Росії та Казахстану, а також на стару територію поволзьких німців на півдні Росії біля Волгограда. Цей темп посилився після того, як Німеччина припинила надання права вільного повернення етнічним німцям із колишнього Радянського Союзу. За даними російського перепису 2002 року, 8340 німців (або 0,87 % населення) були жителями Калінінградської області, зменшившись до 7349 осіб у 2010 році. За переписом 2010 року у Волгоградській області проживало 10 102 німці. Проте в Калінінградській області майже не залишилося німецького населення до Другої світової війни, переважна більшість нинішнього населення — це нещодавні російськомовні мігранти. Через нові обмеження, введені урядом Німеччини, потік етнічних німців до Німеччини значно сповільнився, якщо не припинився, тоді як німці, що залишилися в Центральній Азії, продовжують емігрувати, але до Росії замість Німеччини.

## Знатні поволзькі німці

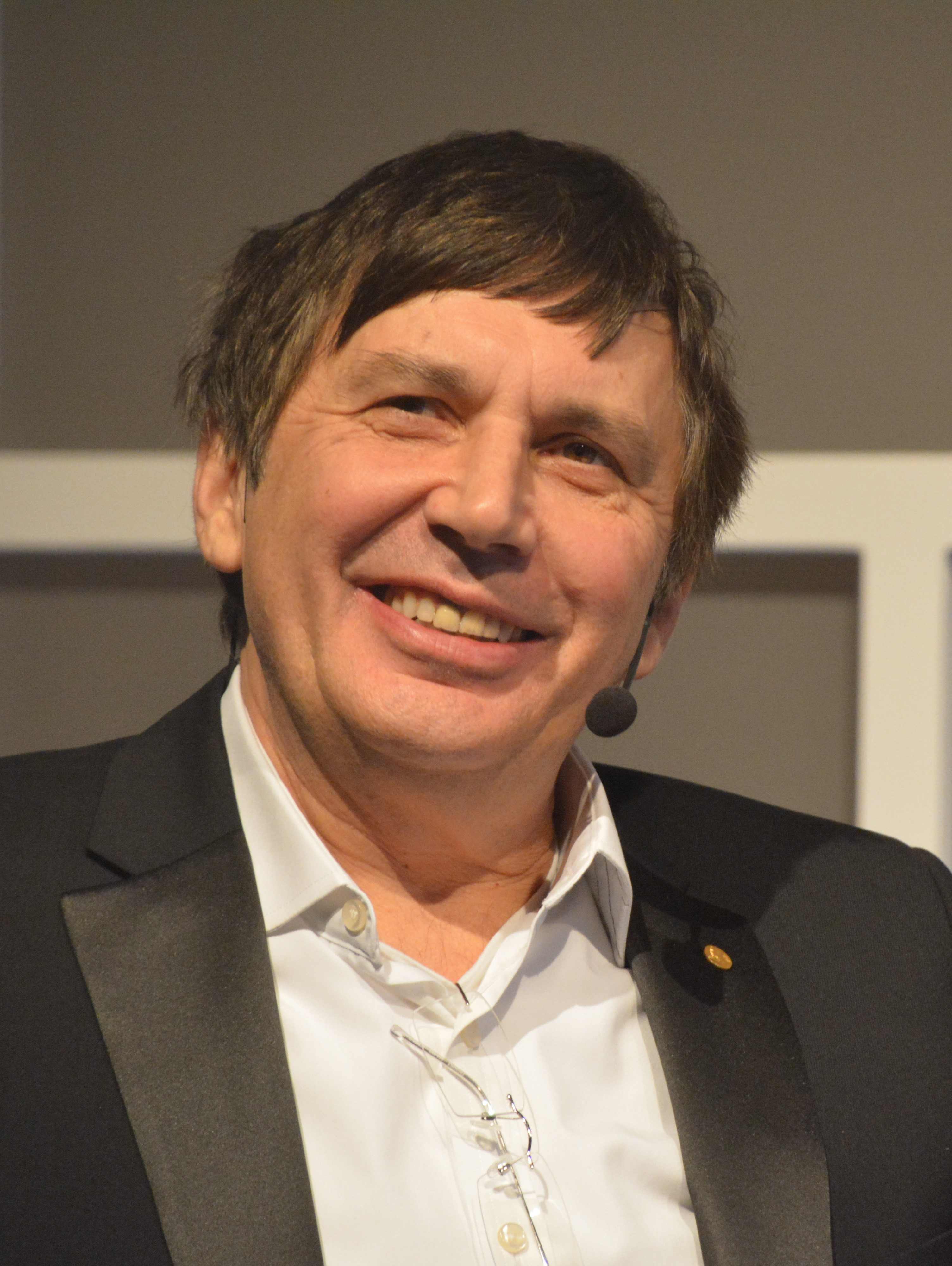
Андре Гейм, лауреат Нобелівської премії з фізики 2010 року.

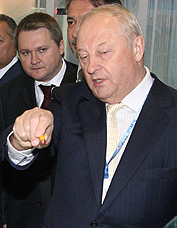
Едуард Россель був губернатором (1995—2009) Свердловської області Росії.

- Філіп Аншуц (нар. 1939), американський бізнесмен-мільярдер.[37]
- Гарольд В. Бауер (1908—1942), американський пілот винищувача USMC.[38]
- Том Дешл (нар. 1947), американський політик.[39]
- Серхіо Деніс (1949—2020), аргентинський співак і автор пісень
- Джин Бетке Елштайн (1941—2013), американський політичний філософ і вчений.[40]
- Джо Екзотик (нар. 1963), американець, колишній власник зоопарку.[41]
- Хелен Фішер (нар. 1984), німецька співачка, танцівниця і артистка.[42]
- Тім Гейнс (нар. 1962), американський музикант.[43]
- Сер Андре Гейм (нар. 1958), голландсько-британський фізик російського походження, лауреат Нобелівської премії 2010 року.[44]
- Джим Герінгер (нар. 1944), американський політик, 30-й губернатор штату Вайомінг.[45]
- Соня Граф (1908—1965), німецька шахістка, яка стала чемпіонкою США серед жінок.
- Габріель Хайнце (нар. 1978), аргентинський футболіст.[46]
- Оскар Ібаньєс (нар. 1967) — перуанський футболіст аргентинського походження.[47]
- Віктор Кресс (нар. 1948), російський політик, губернатор Томської області, Росія.[48]
- Ренді Мейснер (нар. 1946), американський музикант, оригінальний басист групи Eagles.[49]
- Роман Нойштедтер (нар. 1988), російсько-німецький футболіст.[50]
- Петер Нойштедтер (нар. 1966), німецький футболіст і тренер киргизького походження.[50]
- Борис Раушенбах, (1915—2001), вчений, фізик у Росії.[51]
- Едуард Россель (нар. 1937), російський політик.[52]
- Шер Скарлетт (нар. 1984 або 1985), американський інженер-програміст і активіст робітничого руху.[53]
- Альфред Шнітке (1934—1998), російський композитор.[54]
- Кендалл Шмідт (нар. 1990), американська співачка Big Time Rush.
- Генріх Шмідтгаль (нар. 1985), казахстанський футболіст
- Роберт Шварцман (нар. 1999), російський автогонщик.
- Альвіна Шпаді (1935—2019), узбецька художниця та реставратор.[55]
- Афу Томас (нар. 1988), німецька Інтернет-знаменитість, активна в Китаї.[56]
- Мітч Анрейн (нар. 1987), американський футболіст.[57]
- Серхіо Унрейн (нар. 1991), аргентинський футболіст.[58]
- Йосиф Верт (нар. 1952), єпископ Преображенського в Новосибірську

## Мова
Найбільше поволзьких німців емігрувало з Гессену та Пфальцу та розмовляло гессенськими та пфальцькими рейнськими франконськими діалектами, до яких асимілювалися колоністи з інших регіонів і навіть з інших країн, таких як Швеція. Деякі діалекти волзько-німецької мови дуже схожі на пенсільванську голландську, ще одну палатинсько-рейнську франконську мову; на будь-якому діалекті можна сказати:
- (написано відповідно до стандартних правил німецької вимови:) Mehr wolla mohl gaern in die sche gehl Kaerrich geha.
- (німецькою:) Wir wollen einmal gern in die schöne gelbe Kirche gehen.
- (українською:) Ми хотіли б зайти в красиву жовту церкву.

Деякі інші загальні слова:
| Поволзький німець                                 | Стандартна німецька | англійська       |
| ------------------------------------------------- | ------------------- | ---------------- |
| Баам (деякі діалекти), Бум (інші діалекти)        | Баум                | дерево           |
| daitsch (deitsch)                                 | німецька            | Німецький        |
| Flaasch (деякі діалекти), Fleesch (інші діалекти) | Флейш               | м'ясо, м'ясо     |
| г'сотца                                           | gesessen            | (що було) сіли   |
| ich sin, ich bin                                  | ich bin             | Мені             |
| Копп                                              | Копф                | голова           |
| чистий                                            | ніч                 | ні               |
| сейм                                              | seinem              | його (датальний) |
| un                                                | und                 | і                |

Наведений вище список лише намагається відтворити вимову і не відображає того, як писали поволзькі німці. Діалекти німців Росії в основному представлені відмінностями у вимові, як це відбувається в різноманітності англійської мови. Проте поволзькі німці писали та вели діловодство літературною німецькою мовою.
Поволзькі німці запозичили лише кілька, але анекдотичних російських слів, як-от Ербус («кавун» від російського арбуз «кавун»), які вони взяли з собою під час своїх подальших переїздів до Північної Америки та Аргентини.
Верхньонімецький різновид мови, на яку вплинули діалекти і якою розмовляли пооволзькі німці, які переселилися до Аргентини, називається Paraná-Wolga-Deutsch. Нею також розмовляють у бразильському штаті Парана та в аргентинській провінції Ентре-Ріос.

## Подальше читання
- Кох, Фред К. Поволзькі німці: в Росії та Америці, з 1763 року до теперішнього часу (Penn State Press, 2010).
- Мухіна, Ірина. Німці Радянського Союзу (Routledge, 2007).
- Салітан, Лорі П. «Радянські німці: Коротка історія та вступ до їхньої еміграції». у політиці та національності в сучасній радянсько-єврейській еміграції, 1968–89 (Palgrave Macmillan UK, 1992) pp 72–83.
- Вотерс, Тоні. «До теорії етнічної ідентичності та міграції: формування етнічних анклавів німцями-мігрантами в Росії та Північній Америці». Огляд міжнародної міграції (1995): 515—544.